# Manuel Pablo García
Manuel Pablo García (ur. 11 listopada 1980 w Brinkmann) – argentyński piłkarz występujący na pozycji napastnika.

## Kariera
Grę w piłkę nożną na poziomie seniorskim rozpoczął w Racing Club de Avellaneda. W dalszej części swoje kariery grał w Legii Warszawa, Unión Sunchales, Atlético Tucumán, Valleverde Riccione FC, San Martín San Juan, FC Matera, Polisportiva Nuovo Campobasso Calcio oraz Club y Biblioteca Ramón Santamarina.

## Sukcesy
Racing Club de Avellaneda
- mistrzostwo Argentyny: 2001/02 (Apertura)